# بروميليا كبيرة الأزهار
بروميليا كبيرة الأزهار (الاسم العلمي:Bromelia grandiflora) هو نوع نباتي يتبع جنس البروميليا من فصيلة البروميلية.